# Parasitisme

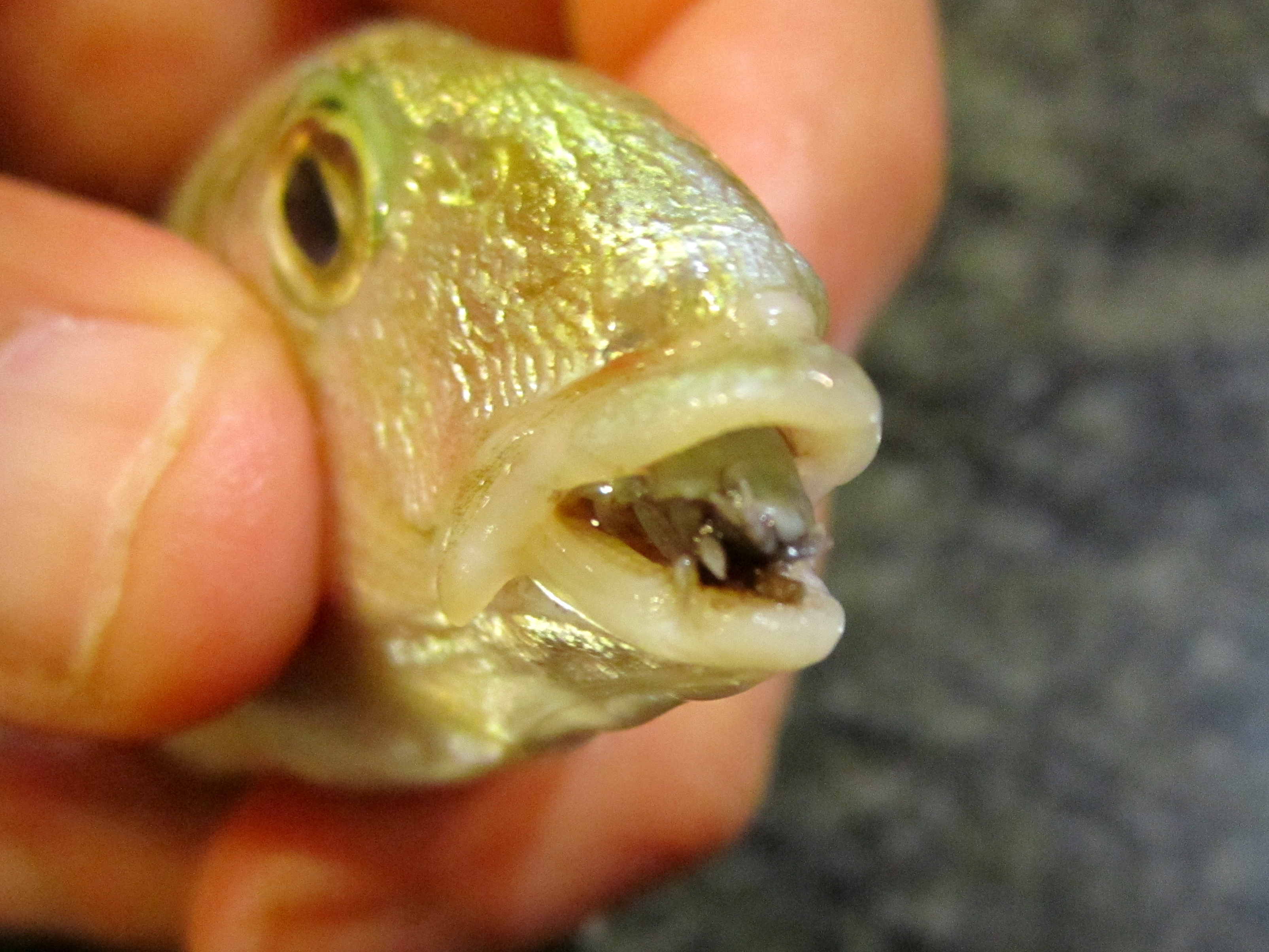
Un paràsit del peix, l'isòpodes Cymothoa exigua, que substitueix la llengua d’un Lithognathus

El parasitisme és una relació simbiòtica entre espècies, on un organisme, el paràsit, viu dins o dins d'un altre organisme, l'hoste, causant-li algun mal, i s'adapta estructuralment a aquesta forma de vida. L'entomòleg Edward Osborne Wilson ha caracteritzat els paràsits com a «depredadors que mengen preses en unitats de menys d'un». Els paràsits inclouen protozous unicel·lulars com els agents de la malària, la malaltia del son i la disenteria ameba; animals com els cucs, els polls, els mosquits i els ratpenats vampirs; fongs com el cama-sec de soca i els agents de la tinya; i plantes com ara vesc, Cúscuta, i les orobancàcies. Hi ha sis estratègies parasitàries principals d’explotació d’hostes animals, que són la castració parasitària, el parasitisme de transmissió directa (per contacte), el parasitisme de transmissió tròfica (per menjar-se), el parasitisme transmès per vectors, el parasitoidisme i la micropredació.
Igual que la depredació, el parasitisme és un tipus d’interacció consumidor-recurs, però a diferència dels depredadors, els paràsits, a excepció dels parasitoides, solen ser molt més petits que els seus hostes, no els maten i sovint viuen dins o sobre els seus hostes durant un període ampliat. Els paràsits dels animals són molt especialitzats i es reprodueixen a un ritme més ràpid que els seus hostes. Entre els exemples clàssics s’inclouen les interaccions entre hostes i cestides de vertebrats, les fulles, les espècies de Plasmodium causants de la malària i les puces.
Els paràsits redueixen la forma física de l'hoste per patologia general o especialitzada, des de la castració paràsita fins a la modificació del comportament de l’hoste. Els paràsits augmenten la seva pròpia condició física explotant els amfitrions per obtenir els recursos necessaris per a la seva supervivència, en particular alimentant-se d’ells i utilitzant amfitrions intermedis (secundaris) per ajudar a la seva transmissió d’un amfitrió definitiu (primari) a un altre. Tot i que el parasitisme és sovint inequívoc, forma part d’un espectre d’interaccions entre espècies, classificant-se mitjançant el parasitoidisme en depredació, passant per l'evolució en mutualisme i, en alguns fongs, fent ombres sapròfites.
Des de l'antic Egipte, Grècia i Roma, la gent coneix els paràsits com els nematodes i les tènies. Al principi de l'Edat moderna, Antonie van Leeuwenhoek va observar Giardia lamblia en el seu microscopi el 1681, mentre Francesco Redi va descriure paràsits interns i externs, incloent-hi la fasciola hepatica i paparres. La parasitologia moderna es va desenvolupar al segle xix. En la cultura humana, el parasitisme té connotacions negatives. Es poden apreciar amb efectes satírics en el poema del 1733 de Jonathan Swift "On Poetry: A Rhapsody", comparant poetes amb «paràsits» hiperparasítics. A la ficció, la novel·la gòtica Dràcula de Bram Stoker de 1897 i les seves moltes adaptacions posteriors presentaven un paràsit que bevia sang. La pel·lícula Alien, de 1979, de Ridley Scott, va ser una de les moltes obres de ciència-ficció que presentava una espècie alienígena paràsita.

## Etimologia
La paraula paràsit prové del francès medieval parasite, del llatí parasitus, la llatinització del grec παράσιτος (parasitos), "aquell que menja a la taula d'un altre" i el de παρά (para), "al costat, per" + σῖτος (sitos), "blat", per tant "menjar".

## Gamma taxonòmica
El parasitisme té un ventall taxonòmic extremadament ampli, que inclou animals, plantes, fongs, protozous, bacteris i virus.

### Animals
El parasitisme està estès al regne animal, i ha evolucionat independentment de les formes de vida lliure centenars de vegades. Molts tipus de cucs paràsits com els trematodes i els cestodes, tenen cicles de vida complets que impliquen dos o més hostes. De lluny, el grup més nombrós són les vespes parasitoides dels himenòpters. Els embrancaments i les classes amb el nombre més gran d'espècies paràsites són variables.

### Les plantes

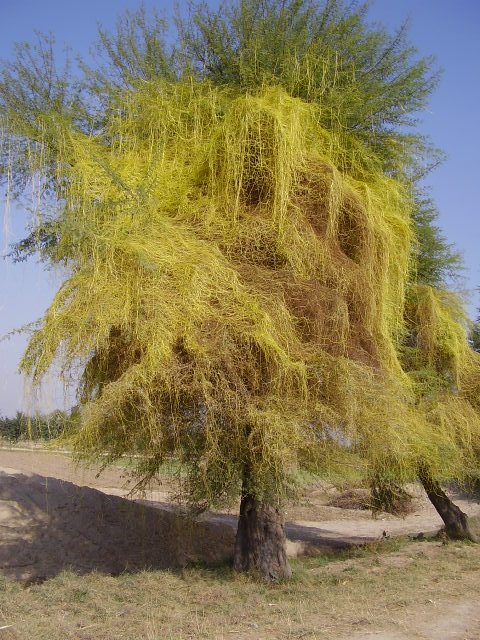
Cuscuta en una acàcia

Un hemiparàsit o paràsit parcial, com el vesc, deriva alguns dels seus nutrients des d’una altra planta viva, mentre que un holoparàsit com la cúscuta deriva tots els seus nutrients d’una altra planta Les plantes paràsites representen aproximadament un u per cent de les angiospermes i es troben en gairebé tots els biomes del món. Totes aquestes plantes tenen arrels modificades, haustòria, que penetren a les plantes hostes, connectant-les al sistema conductor, sigui el xilema, el floema o tots dos. Això els proporciona la capacitat d’extreure aigua i nutrients de l’hoste. Les plantes paràsites es classifiquen segons el lloc on es fixa a l’hoste, sigui la tija o l’arrel, i la quantitat de nutrients que requereix. Com que els holoparàsits no tenen clorofil·la i, per tant, no poden fabricar-se aliment per si mateixos mitjançant la fotosíntesi, sempre són paràsits obligats, i tot el seu aliment prové dels seus hostes. Algunes plantes paràsites poden localitzar les seves plantes hostes detectant productes químics a l’aire o al sòl que desprenen els brots o les arrels de l’hoste, respectivament. Es coneixen unes 4.500 espècies de plantes paràsites en aproximadament 20 famílies de plantes amb flors.
Les espècies dins de les orobancàcies (raïms d’escombra) són algunes de les plantes més destructives. S’estima que les espècies de Striga (bruixes) costen milers de milions de dòlars a l’any en pèrdues de rendiment de les collites, infestant més de 50 milions d’hectàrees de terres cultivades només a l’Àfrica subsahariana. Striga infecta tant herbes com grans, inclòs el blat de moro, arròs i sorgo, sens dubte alguns dels cultius alimentaris més importants. Orobanque també amenaça una àmplia gamma d'altres cultius importants, inclosos pèsols, cigrons, tomàquets, pastanagues i varietats de col. La pèrdua de rendiment d'Orobanque pot ser total; malgrat una àmplia investigació, cap mètode de control no ha tingut cap èxit.
Moltes plantes i fongs intercanvien carboni i nutrients en relacions micorrziques. Unes 400 espècies de plantes micoheteròtrofes, majoritàriament als tròpics, enganyen efectivament prenent carboni d’un fong en lloc d’intercanviar-lo per minerals. Tenen arrels molt reduïdes, ja que no necessiten absorbir aigua del sòl; les seves tiges són esveltes amb pocs feixos vasculars i les seves fulles es redueixen a petites escates, ja que no fotosintetitzen. Les seves llavors són molt petites i nombroses, de manera que sembla que confien a estar infectades per un fong adequat poc després de germinar.

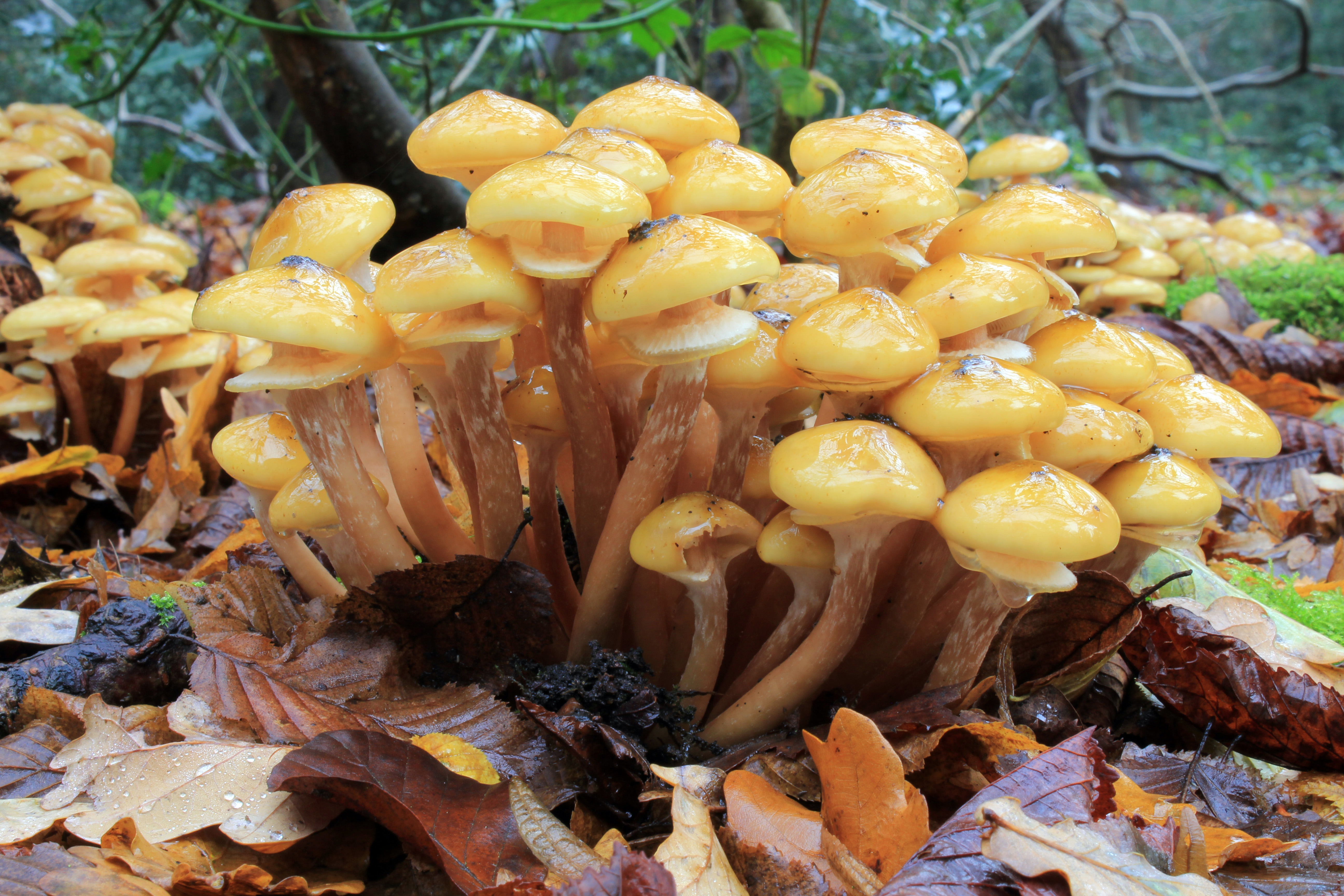
El fong de la mel, Cama-sec de soca, és un paràsit dels arbres i un sapròfit que s’alimenta dels arbres que ha matat.

### Fongs

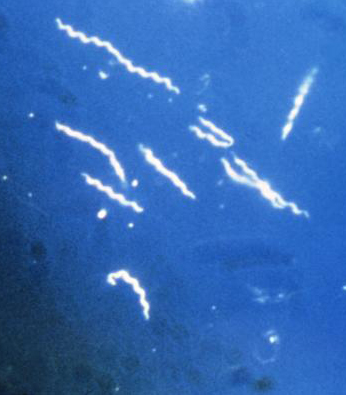
Borrelia burgdorferi, el bacteri que causa la Malaltia de Lyme, es transmet per les paparres d’ixodes.

Els fongs paràsits deriven alguns o tots els seus requisits nutricionals de plantes, altres fongs o animals. A diferència dels fongs micorrizats que tenen una relació mutualista amb les plantes hostes, són patògens. Per exemple, els fongs armillaria creixen a les arrels d’una gran varietat d’arbres i, finalment, els maten. Després continuen vivint a la fusta morta, alimentant-se saprofíticament. La infecció per fongs (micosi) està molt estesa en animals, inclosos els humans; mata uns 1,6 milions de persones cada any. Els microsporidis són fongs paràsits intracel·lulars obligats que també poden ser hiperparàsits. Afecten en gran manera els insectes, però alguns afecten els vertebrats, inclosos els humans, on poden provocar la microsporidiosi de la infecció intestinal.

### Protozous
Protozous com Plasmodium, Tripanosoma i Entamoeba són endoparàsits. Provoquen malalties greus en vertebrats, inclosos els humans (en aquests exemples, la malària, la malaltia del son i la disenteria ameba) i tenen cicles de vida complexos.

### Bacteris

El fag T4 dels enterobacteris és un virus bacteriòfag. Infecta el seu hoste, Escherichia coli, injectant el seu ADN a través de la cua, que s’adhereix a la superfície del bacteri.

Molts bacteris són paràsits, tot i que generalment es consideren patògens causants de malalties. Els bacteris paràsits són extremadament diversos i infecten els seus hostes per diverses vies. Per posar alguns exemples, Bacillus anthracis, la causa de l'àntrax, es propaga per contacte amb animals domèstics infectats; les seves espores, que poden sobreviure durant anys fora del cos, poden entrar a un hoste per una abrasió o poden ser inhalades. Borrelia, la causa de la malaltia de Lyme i de la febre recurrent, es transmet per vectors, paparres del gènere Ixodes, des dels embassaments de les malalties en animals com els cérvols. Campylobacter jejuni, una causa de gastroenteritis, es propaga per la via fecal-oral dels animals, o menjant aviram amb una cocció insuficient o per aigua contaminada. Haemophilus influenzae, un agent de la meningitis bacteriana i de les infeccions de les vies respiratòries com la grip i la bronquitis, es transmet per contacte amb gotes. Treponema pallidum, la causa de la sífilis, es propaga activitat sexual.

### Virus
Els virus són paràsits intracel·lulars, caracteritzats per una funció biològica extremadament limitada, fins al punt que, tot i que són evidentment capaços d’infectar tots els altres organismes des de bacteris i arqueus fins a animals, plantes i fongs, no és clar si es poden descriure ells mateixos com a vius. Poden ser virus d'ADN que consisteixen en una cadena simple o doble de material genètic (ARN o ADN respectivament), recoberts per una capa de proteïna i, de vegades, per un embolcall lipídic. Per tant, els falta tota la maquinària habitual de la cèl·lula, com ara els enzims, basant-se completament en la capacitat de la cèl·lula hoste de replicar l'ADN i sintetitzar proteïnes. La majoria dels virus són bacteriòfags, que infecten bacteris.